# جوني إليس
جوني إليس (بالإنجليزية: Johnny Ellis)‏ هو سياسي أمريكي، ولد في 13 مارس 1960 في سبرينغفيلد في الولايات المتحدة. حزبياً، نشط في الحزب الديمقراطي. وقد انتخب عضو مجلس ولاية ألاسكا.